# Stephen Walt
Stephen Martin Walt, född 1955, är amerikansk professor vid Harvarduniversitetets John F. Kennedy School of Government. Han är en av författarna till The Israel Lobby and U.S. Foreign Policy.